# 303
Năm 303 là một năm trong lịch Julius. 